# チョ・ユニ
チョ・ユニ（朝: 조 윤희、1982年10月13日 - ）は、韓国の女優。忠清北道清州市出身。STARSHIPエンターテインメント（キングコング by STARSHIP）所属。同徳女子大学校放送芸能科卒業。

## 来歴
2002年、ドラマ『オレンジ』でデビュー。その後、『私に嘘をついてみて』（2011年、SBS）や『棚ぼたのあなた』（2012年、KBS）などの作品に出演した。
2017年5月2日、『月桂樹洋服店の紳士たち～恋はオーダーメイド！』で共演した俳優のイ・ドンゴンとの結婚と妊娠を発表。同年12月14日、第一子長女を出産。2020年5月28日、離婚を発表。

## 出演

### テレビドラマ
- オレンジ（朝鮮語版）（2002年、SBS） - チョ・ユニ 役
- ラブレター（2003年、MBC） - チョン・ユリ 役[5]
- 白雪姫（朝鮮語版）（2004年、KBS） - 杉原美奈子 役[6]
- 愛は誰にも止められない（朝鮮語版）（2006年、MBC） - カン・ヒス 役[7]
- KBSドラマシティー（朝鮮語版） - GOD（2007年、KBS） - ホン・ソヨン 役[8]
- KBSドラマシティー - LOVE FOR SALE ラブ フォーセール（2008年、KBS） - チ・ヨヌ 役[9]
- スポットライト（2008年、MBC） - チェ・ミョンウン 役[10]
- 2009伝説の故郷（朝鮮語版） - 竹島の恨 (2009年、KBS） - ミヒャン 役[11]
- 熱血商売人（朝鮮語版）（2009年、KBS） - ミン・ダヘ 役[12]
- あなた、笑って（朝鮮語版）（2009年-2010年、SBS） - ヒョンスの見合い相手 役(特別出演)[13]
- 黄金の魚（朝鮮語版）（2010年、MBC） - ハン・ジミン 役[14]
- 私に嘘をついてみて（2011年、SBS） - オ・ユンジュ 役[15]
- 棚ぼたのあなた（朝鮮語版）（2012年、KBS） - パン・イスク 役[16]
- ナイン～9回の時間旅行～（朝鮮語版）（2013年、tvN） - チュ・ミニョン 役[17]
- スキャンダル（朝鮮語版、英語版）（2013年、MBC） - ウ・アミ 役[18]
- 王の顔（2014年-2015年、KBS） - キム・カヒ 役[19]
- プロデューサー（2015年、KBS） - シン・ヘジュ 役[20]
- 交渉人～テロ対策特捜班（朝鮮語版）（2016年、tvN） - ヨ・ミョンハ 役[21]
- 月桂樹洋服店の紳士たち～恋はオーダーメイド！～（朝鮮語版）（2016年、KBS） - ナ・ヨンシル 役[22]
- 愛はビューティフル、人生はワンダフル（朝鮮語版）（2019年-2020年、KBS） - キム・ソラ 役[23]
- 7人の脱出（朝鮮語版）（2023年、SBS） - コ・ミョンジ 役[24]
- 7人の脱出 season2-リベンジ-（朝鮮語版）（2024年、SBS） - コ・ミョンジ 役[25]

### 映画
- 最後の晩餐（朝鮮語版、英語版）（2003年） - イ・ジェリム 役
- ブラザーフッド（2004年） - ユジン 役
- Happy Together（朝鮮語版）（2007年） - ノ・ユジン 役
- 40minutes（朝鮮語版）（2009年） - ホン・ジュヒ 役
- 人類滅亡報告書（朝鮮語版）（2012年） - ジウン 役
- 共謀者（朝鮮語版）（2012年） - ユリ 役
- 技術者たち（2014年） - オ・ウナ 役
- 朝鮮魔術師（2015年） - ポウム 役
- LUCK-KEY ラッキー（2016年） - リナ 役
- ヌルボムガーデン（朝鮮語版）（2024年） - ソヒ 役[26]

## 受賞歴

### 2010年
- MBC演技大賞 女子新人賞 (黄金の魚 - ハン・ジミン役)[27]

### 2012年
- 2012 STYLE ICON AWARDS ニューアイコン賞[28]
- KBS演技大賞 助演賞 (棚ぼたのあなた - 	パン・イスク役)[29]
- KBS演技大賞 ベストカップル賞 (棚ぼたのあなた - パン・イスク役)※イ・ヒジュンと共に受賞

### 2013年
- 第6回コリアドラマアワード	女性最優秀賞 (ナイン～9回の時間旅行～ - チュ・ミニョン役)[30]

### 2016年
- KBS演技大賞 長編ドラマ 優秀演技賞(女性部門) (月桂樹洋服店の紳士たち～恋はオーダーメイド！～ -	ナ・ヨンシル役)[31]